# Этеки-Мбумуа, Уильям
Уильям Орельен Этеки-Мбумуа (фр. William Aurélien Eteki Mboumoua, 20 октября 1933, Дуала, Французский Камерун — 26 октября 2016, Яунде, Камерун) — камерунский дипломат и государственный деятель, министр иностранных дел Камеруна (1984—1987).

## Биография
В 1950-х гг. учился во Франции.
С 1958 по 1961 г. в период решения вопроса о предоставлении независимости Камеруну являлся префектом Нкама и Санага-Маритима.
В 1961—1968 гг. — министр национального образования, одновременно занимал пост министра по делам молодежи, спорта и культуры. С 1962 по 1968 гг. являлся членом Исполнительного совета ЮНЕСКО с 1962 по 1968 год, в 1967 г. был избран вице-президентом, а в 1968—1970 гг. был президентом Генеральной конференции ЮНЕСКО.
С 1971 по 1973 г. — специальный советник президента Ахмаду Ахиджо.
В 1974—1978 гг. — генеральный секретарь Организацим африканского единства (ОАЕ). После вторжения вооруженных сил Сомали в Эфиопию в июле 1977 г., ОАЕ попыталась выступить посредником, но сомалийское правительство отказалось участвовать в процессе урегулирования, протестуя против исключения своих союзников, Фронта освобождения Западного Сомали (ФОЗС). Генеральный секретарь ОАЕ заявил, что организация не считает ФОЗС настоящим освободительным движением; сомалийцы в свою очередь подвергли критике ОАЕ за то, что она якобы не содействовала освобождению Африки.
В 1978—1980 гг. вновь занял пост специального советника президента, а с 1980 по 1984 гг. — министра по особым поручениям при президенте.
В 1984—1987 гг. — министр иностранных дел Камеруна, при назначении считался близким соратником президента Поля Бийи. В этой связи его неожиданное и немотивированное увольнение с поста министра в январе 1987 г. стало неожиданностью. Впоследствии появилась версия, что он был уволен, поскольку возражал против восстановления дипломатических отношений между Камеруном и Израилем в 1986 г. Учитывая исключительную известность министра, его внезапное увольнение, вызвало недовольство политической элиты.
Покинув министерский пост, он перешел на гуманитарную работу, став президентом Камерунского Красного Креста. Также иногда продолжал заниматься дипломатической деятельностью; в 1995 г. ОАЕ назначила его посредником в разрешении политической ситуации на Коморских Островах.
Значимый резонанс вызвало его заявление на мероприятии Красного Креста в Бертуа, сделанное в августе 2007. Он указал на тяжелые последствия нелегальной миграции, сделав акцент на роли такой миграции в дестабилизации обстановки в странах и регионах, когда это связано с тем, что африканцы бегут в соседние африканские страны, чтобы избежать насилия у себя дома. По его мнению, только африканское единство в форме Соединенных Штатов Африки может в конечном счете решить проблему. 